# Ripulinjärvi
Ripulinjärvi är en sjö i kommunen Kontiolax i landskapet Norra Karelen i Finland. Sjön ligger 150,7 meter över havet. Den är 17 meter djup. Arean är 1,02 kvadratkilometer och strandlinjen är 8,3 kilometer lång. Sjön  ingår i Vuoksens huvudavrinningsområde.   Den ligger omkring 38 kilometer norr om Joensuu och omkring 400 kilometer nordöst om Helsingfors. 
I sjön finns ön Härkösaari. 